# Haa Alif

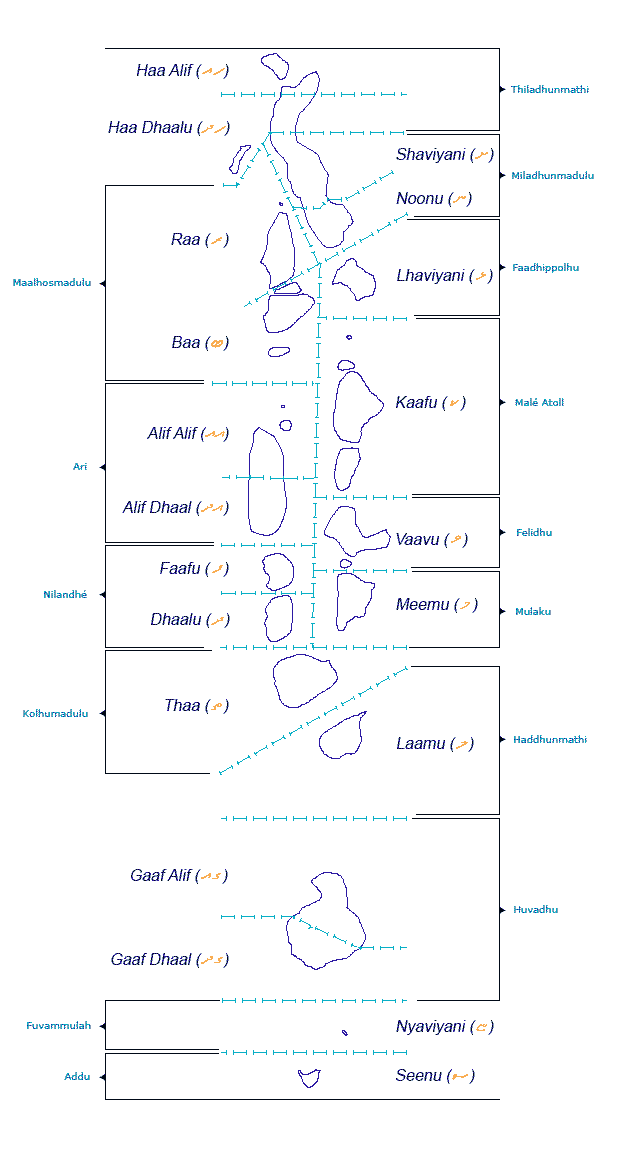
Podział administracyjny Malediwów

Haa Alif – atol administracyjny, jedna z 21 jednostek administracyjnych Malediwów. Oficjalna nazwa to: Thiladhunmathi Uthuruburi.

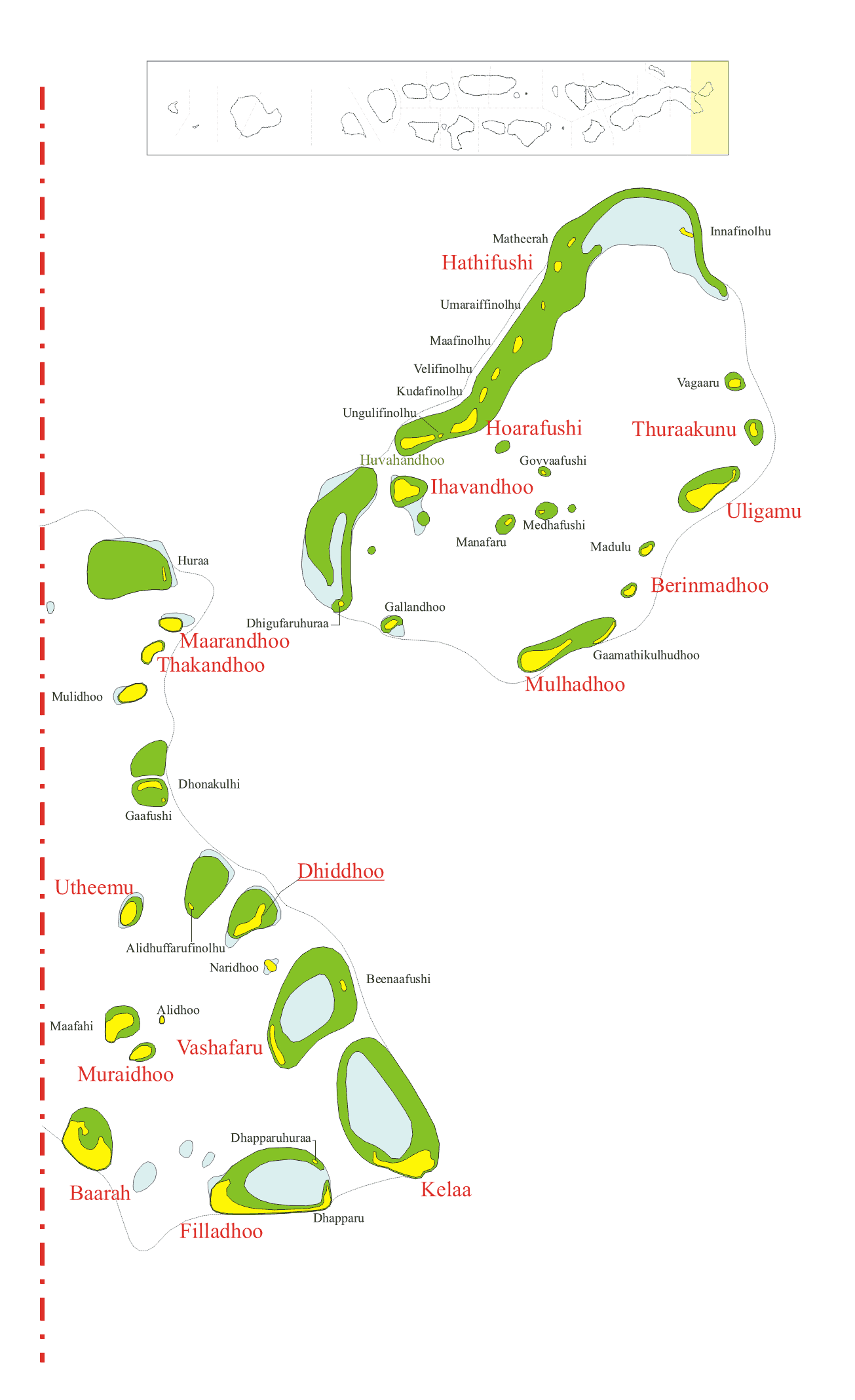
Haa Alif

Obejmuje swym terytorium atol Ihavandhippolhu i północną część atolu Thiladhunmathi.
Jego stolicą jest Dhidhdhoo. W 2006 zamieszkiwało tutaj 13 495 osób.